# Charley Paddock
Charles William „Charley” Paddock (Gainesville, Texas, 1900. augusztus 11. – Sitka, Alaszka, 1943. július 21.) olimpiai bajnok amerikai atléta.

## Pályafutása
A Texas állambeli Gainesville városban született. Az 1920-as antwerpeni olimpián megnyerte a 100 méteres síkfutást, majd a 200 méter döntőjében honfitársától, Allen Woodringtól kapott ki, ezen túl tagja volt az aranyérmet nyert 4 × 100 méteres váltónak. Az 1924-es Párizsban rendezett olimpián ezüstérmes lett 200 méteren.